# إعارة (رياضة)

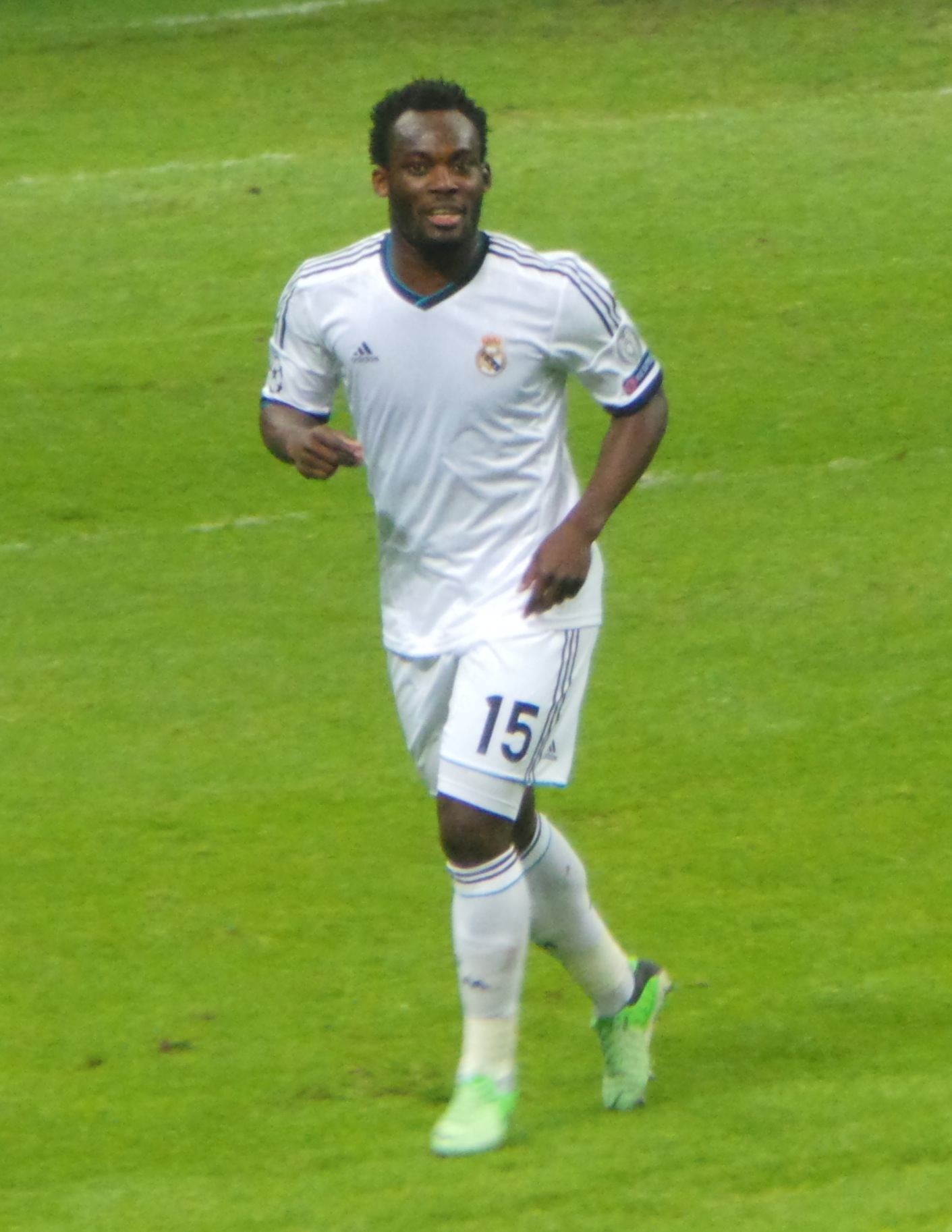
لاعب كرة قدم

في الرياضة، تتضمن الإعارة قدرة لاعب معين على اللعب مؤقتًا لنادي آخر غير النادي المتعاقد معه حاليًا. قد تستمر صفقات الإعارة من بضعة أسابيع إلى موسم كامل، وتستمر أحيانًا لعدة مواسم.

## كرة القدم
قد يتم إعارة اللاعبين إلى أندية أخرى لعدة أسباب. والسبب الأكثر شيوعًا هو إعارة اللاعبين الشباب إلى نادٍ في دوري أدنى من أجل اكتساب خبرة الفريق الأول. في هذه الحالة، قد يستمر النادي الأصلي في دفع أجر اللاعب كليًا أو جزئيًا. وضعت بعض الأندية إتفاقاُ رسميًا مع أندية مخصصة لهذا الغرض، مثل الإتفاق بين مانشستر يونايتد ورويال أنتويرب، والإتفاق بين أرسنال وبيفيرين، أو الإتفاق بين تشيلسي وفيتيسه. في بطولات الدوري الأخرى مثل الدوري الإيطالي، تتمتع بعض الأندية الأصغر بسمعة طيبة على أنها أندية تستقبل بانتظام اللاعبين من إجل إكسابهم الخبرة، وخاصة اللاعبين الأصغر سنًا.
قد يأخذ النادي لاعبًا على سبيل الإعارة إذا كان يعاني من نقص في أموال الصفقة ولكن لا يزال بإمكانه دفع أجر اللاعب، أو لتعويض للإصابات أو الإيقاف. قد يطلب النادي الأصلي رسما أو أن يدفع النادي المعار بعض أو كل أجر اللاعب خلال فترة الإعارة. قد يسعى نادٍ إلى إعارة لاعب في الفريق لتوفير راتبه، أو قد يسعى لاعب فريق أول لاستعادة لياقته بعد الإصابة.
في الدوري الإنجليزي الممتاز، لا يُسمح للاعبين المعارين باللعب ضد الفريق الأصلي للاعب. ومع ذلك، يُسمح لهم باللعب ضد الأندية «المالكة» في مسابقات الكأس، ما لم يلعب اللاعب لناديه الأصلي في ذلك الكأس خلال ذلك الموسم.
تتم إعارة بعض اللاعبين لأنهم غير سعداء أو في نزاع مع ناديهم الحالي ولا يرغب أي ناد آخر في شرائهم بشكل دائم.

## الرغبي
تحدث إعارة اللاعبين في دوري الرغبي لأسباب مماثلة لكرة القدم. في المملكة المتحدة، تنص رابطة الرغبي على أن الإعارة يجب أن تستمر لمدة 28 يومًا على الأقل. لا يوجد مانع ضد اللاعب الذي يلعب للنادي المعار ضد النادي الأصلي ما لم يتم تحديد ذلك في اتفاقية الإعارة. في أستراليا، لا يسمح دوري الرغبي الوطني عادة بالقروض بسبب الإتفاق بين ناديين علي إعارة اللاعبين الصغار من أجل إكسابهم الخبرة، لكن جائحة فيروس كورونا أجبرهم على مراجعة الوضع وفي عام 2020 تم السماح بالإعارة.